# New Shoes
"New Shoes" là đĩa đơn thứ tư trích từ album đầu tay của nam ca sĩ người Scotland Paolo Nutini, These Streets. Đĩa đơn được sử dụng để quảng bá cho phiên bản Mĩ của album. Nó giành được vị trí No.108 trong BXH Billboard Hot 100, No.99 BXH Billboard Pop 100 và No.21 tại BXH đĩa đơn Anh.
Ca khúc cũng được sử dụng trong chiến dịch quảng bá toàn cầu của Puma AG.

## Tracklist
| STT | Nhan đề                | Thời lượng |
| --- | ---------------------- | ---------- |
| 1.  | "New Shoes" (album)    | 3:22       |
| 2.  | "New Shoes" (Acoustic) | 3:37       |

## Bảng xếp hạng
| Bảng xếp hạng (2006/2007/2008/2010) | Vị trí cao nhất |
| ----------------------------------- | --------------- |
| Dutch Singles Chart                 | 42              |
| German Singles Chart                | 97              |
| Swiss Singles Chart                 | 52              |
| Turkey Top 20 Chart                 | 7               |
| Anh Quốc (OCC)                      | 21              |

## Phiên bản của Lena Meyer-Landrut
Lena Meyer-Landrut cover ca khúc này và đưa vào album đầu tay của cô, My Cassette Player. Phiên bản trực tiếp của ca khúc nằm trong bản platinum của album thứ của cô Good News và DVD "Good News Live".